# Poplave v Sloveniji (1901)
Poplave leta 1901 so bile obsežne in so zajele območje večine Slovenije. Poplavljale so Sava Bohinjka, Selška in Poljanska Sora, Krka, Temenica, Idrijca, Bača, Savinja, Hudinja in Voglajna. Poplavilo je tudi Ljubljansko barje . 16. novembra 1901 so poplave hudo prizadele Celje , kjer je Savinja narasla za več kot 6 m nad normalnim vodostajem in skoraj v celoti poplavila mesto ter povzročila veliko materialno škodo. 
16. novembra 1901 je zelo narasla tudi Sava Bohinjka, ki je takrat v zgornjem toku odnesla jez in žago, reka Bistrica pa je pri Bohinjski Bistrici odnesla most. Mostove je tisti dan odnašala tudi Poljanska Sora, Soča in Idrijca pa sta zalili veliko hiš.